# Национальный парк полуострова Дилек и дельты реки Большой Мендерес
Национальный парк полуострова Дилек и дельты реки Большой Мендерес (тур. Dilek Yarımadası-Büyük Menderes Deltası Millî Parkı) — природоохранная зона со статусом национального парка, расположенная в западной Турции, на территории района Кушадасы ила Айдын. 19 мая 1966 года статус получила территория полуострова Дилек площадью  10 985 гектаров, а в 1994 году к парку был присоединён участок дельты Большого Мендереса площадью 16 690 гектаров.

## Биология
Национальному парку присуще исключительное растительное и животное разнообразие. Территория парка охраняется в рамках Рамсарской конвенции, Бернской конвенции об охране дикой фауны и флоры и природных сред обитания, конвенции о биологическом разнообразии и Барселонской конвенции.

### Флора
Из-за температурных и климатических различий в разных частях парка здесь представлена не только типичная эгейская флора, но и виды, встречающиеся в других прибрежных регионах Турции — средиземноморском, мраморноморском, и черноморском. Из более чем восьми сотен видов растений, встречающихся в парке, шесть являются эндемиками, не произрастающими за его пределами, а ещё тридцать — аборигенными видами. Преобладающим типом растительности является маквис, более всего представленный красноплодным можжевельником (Juniperus phoenicea). Среди распространённых видов деревьев и кустарников — груша лохолистная (Pyrus elaeagnifolia), сосна калабрийская (Pinus brutia) и сумах дубильный (Rhus coriaria).

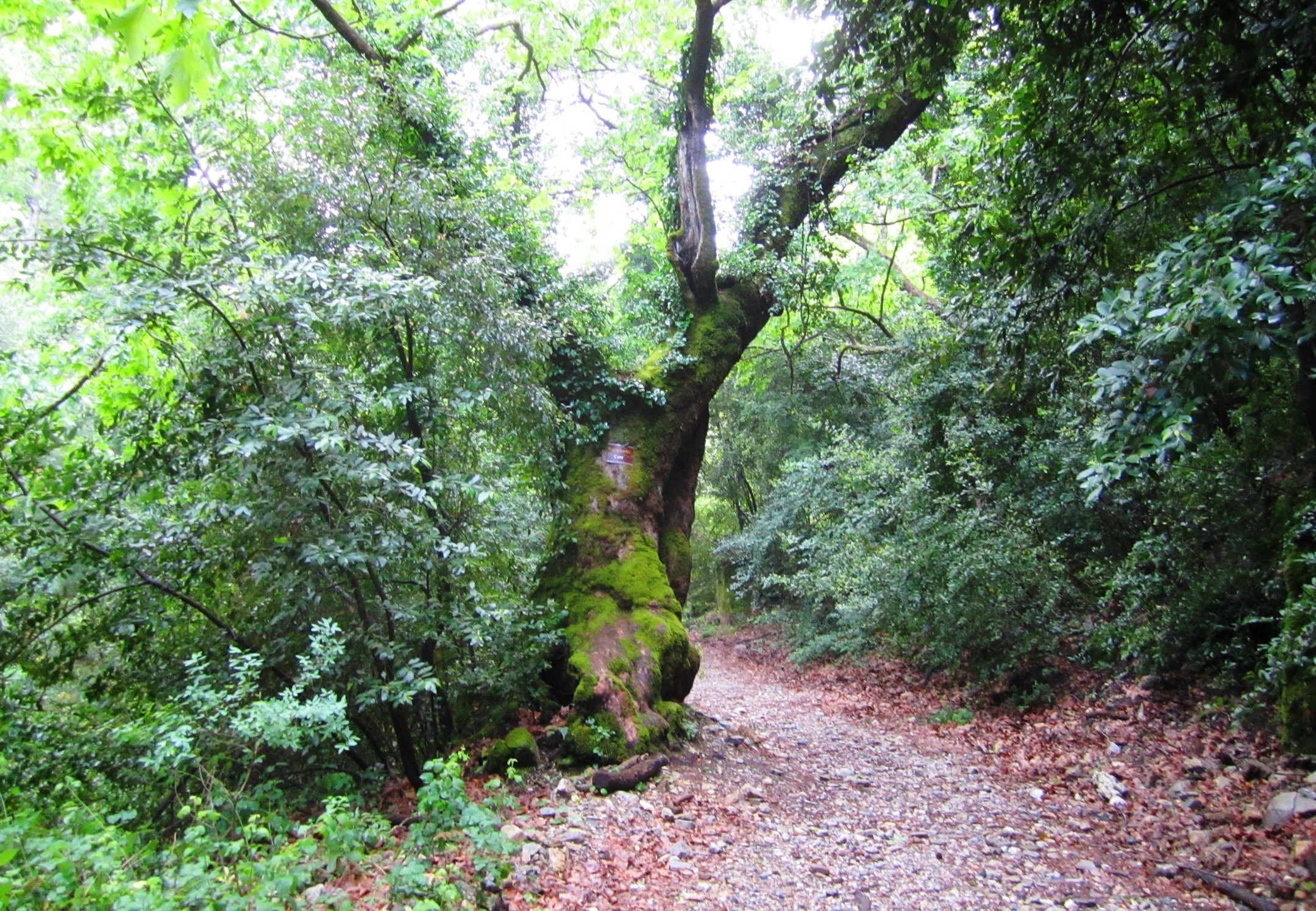
Дерево в лесу полуострова Дилек

### Фауна
Дикие кабаны (Sus scrofa), обитающие в парке, могут быть замечены вблизи пляжей, где они питаются отбросами, которые оставляют посетители. В лесах полуострова встречаются как типичные для региона обыкновенный шакал (Canis aureus) и обыкновенная рысь (Lynx lynx), так и редко встречающиеся в такой местности полосатая гиена (Hyaena hyaena) и каракал (Caracal caracal).
Наиболее многочисленными из около 250 видов птиц, гнездящихся в парке, являются малый баклан (Microcarbo pygmeus), малая белая цапля (Egretta garzetta), степная пустельга (Falco naumanni), морской зуёк (Charadrius alexandrinus), орлан-белохвост (Haliaeetus albicilla) и кудрявый пеликан (Pelecanus crispus). Морская фауна представлена типичными для Эгейского моря видами.